# 한낮

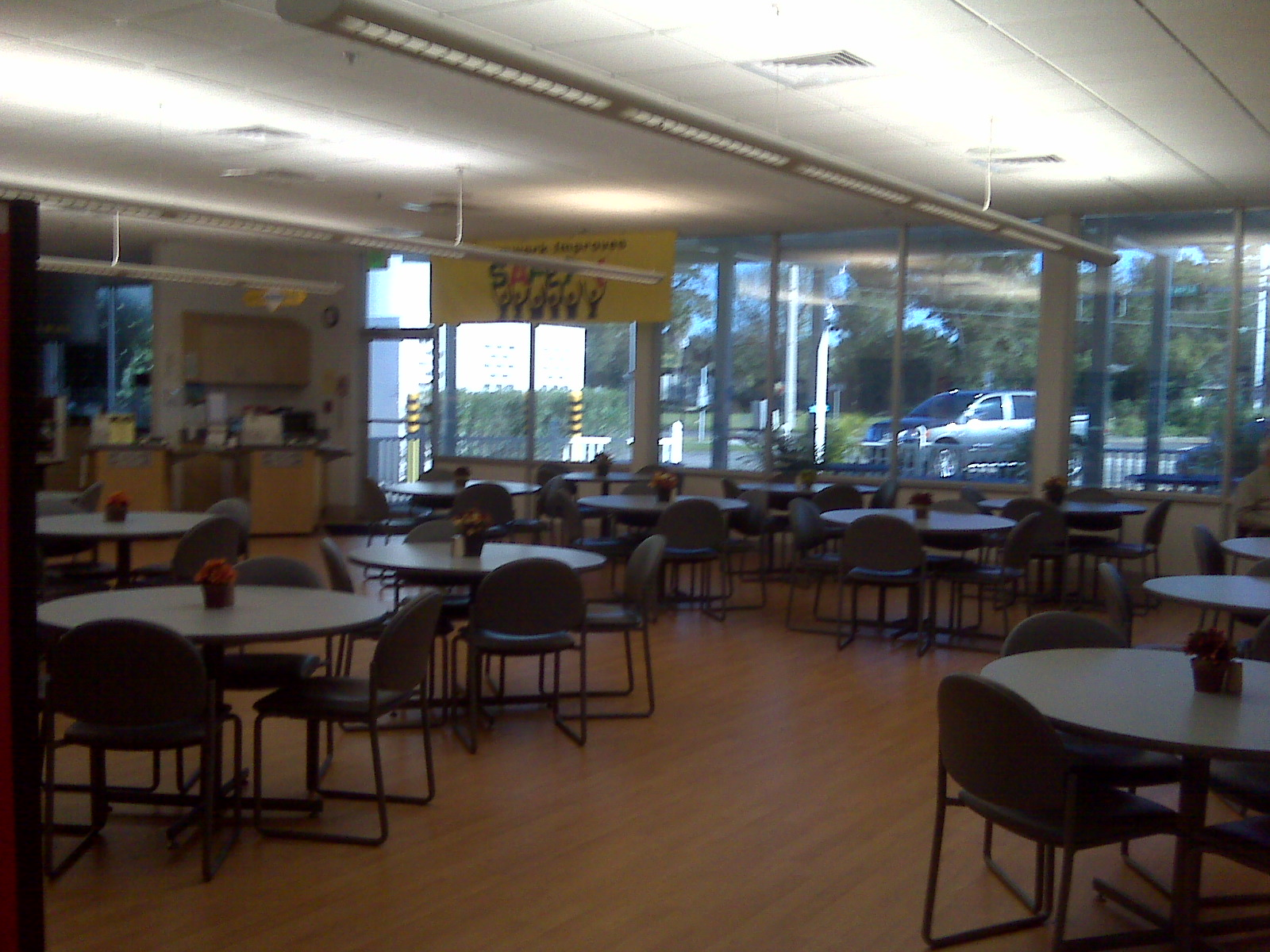
카페테리아의 낮12시

한낮(문화어: 중낮), 대낮, 정오(正午), 오정(午正)는 낮 12시의 시간이다. 줄여서 낮이라고도 부르며 반대말은 한밤 또는 자정이다.
밤 12시부터 낮 12시까지의 시간을 오전(a.m., AM 등으로도 표기)으로, 정오부터 밤 12시까지의 시간을 오후(p.m., PM 등으로도 표기)로 언급한다.

## 같이 보기
- 시각 (천문학)
- 오전
- 오후
- 자정